# 8741-es busz
A 8741-es jelzésű autóbuszvonal Tata és Komárom környékének egyik helyközi járata volt, amelyet a Volánbusz Zrt. üzemeltetett a Tata és Almásfüzitő között Naszályon keresztül.

## Közlekedése
Tata autóbusz állomásáról indul. Környe felé halad, de első megállója után jobbra fordul Naszály felé. A városból még nem kihajtva tart ismét jobbra. Ezután teljesen egyenesen megy, a községben az esetek többségében kitér az autóbusz fordulóhoz, mely néhányszor járatainak induló / érkező állomása. Útján továbbhaladva egészen az 1-es országút almásfüzitői elágazásáig nem fordul semerre, itt is jobbra folytatja utolsó kilométereit. Egészen a vasútállomásig tartanak buszai.
Visszafelé minden megegyezik.
Érdekesség, hogy ez a Volánbusz legnagyobb számmal rendelkező vonala. Legkisebb: 300-as busz.

## Megállóhelyei
| 0    | Tata, autóbusz-állomás végállomás              | 0.0 km     | 1, 1M, 1R, 1T, 2, 4, 4T, 5, 5T, 6, 6T, 7, 8, 9, 9M 1824, 1841, 1850, 1852 804, 814, 8400, 8402, 8406, 8462, 8471, 8472, 8479, 8574, 8587, 8594, 8660, 8700, 8706, 8716, 8726, 8727, 8736, 8740 |
| 1    | Tata, Május 1. út                              | 0.9 km     | 1, 1M, 1R, 1T, 2, 4, 4T, 5, 5T, 6, 6T, 7, 8, 9, 9M 8479, 8726, 8727 |
| 2    | Tata, József Attila utca                       | 1.5 km     | 1M, 9M 8726, 8727 |
| 3    | Tata, Kutyahegy                                | 2.5 km     | 8727 |
| 4    | Tata, Hadnagykút                               | 3.2 km     | 8727 |
| 5    | Tata, fényesfürdői elágazás                    | 3.7 km     | 8727 |
| 6    | Tata, Fülöptanya                               | 4.1 km     | 8727 |
| 7    | Tata, Réti malom                               | 4.7 km     | 8727 |
| 8    | Naszály, dűlő                                  | 5.2 km     | 8727 |
| 9    | Naszály, Rákóczi utca                          | 7.6 km     | 8727 |
| 10   | Naszály, községháza                            | 8.4 km     | 1824 8726, 8727 |
| 10+1 | Naszály, autóbusz-forduló vonalközi végállomás | 8.4+0.4 km | 8726, 8727 |
| 10+2 | Naszály, községháza                            | 8.4+0.8 km | 1824 8726, 8727 |
| 11   | Naszály, felső                                 | 9.0 km     | – |
| 12   | Naszály, Fenyves utca                          | 9.6 km     | – |
| 13   | Naszály, Almáspuszta vonalközi végállomás      | 10.5 km    | – |
| 14   | Almásfüzitő, naszályi elágazás                 | 12.4 km    | 803, 812, 8462, 8479, 8656, 8659, 8660, 8661 |
| 15   | Almásfüzitő, vasútállomás végállomás           | 13.6 km    | 1721, 1852 812, 8462, 8479, 8653, 8656, 8659, 8660, 8661 Almásfüzitő vá. (1/4. sz.) |